# Sabine Lamour
Pour les articles homonymes, voir Lamour.
Sabine Lilas Carmelle Lamour est une chercheuse et autrice haïtienne, professeure en sociologie de  l’Université d’État d'Haïti, et professeure invitée à l'Université Brown aux États-Unis. Elle s'intéresse aux  féminismes postcoloniaux et décoloniaux, au Féminisme haïtien, à la dynamique politique haïtienne, à l'esclavage, aux migrations des femmes, aux familles caribéennes et noires et à la sociologie clinique.

## Biographie
Sabine Lamour complète son doctorat en sociologie à l'Université Paris 8 en 2017. La même année, Elle cofonde et codirige l'initiative Caraïbe-Haïti, une initiative visant à former et à équiper les travailleurs de la santé pour qu'ils puissent fournir des soins d'urgence aux femmes souffrant de complications liées à la grossesse. Aussi, elle occupe de 2017 à 2022, le poste de coordonnatrice générale, de la  Solidarité Fanm Ayisyèn (SOFA).
Dans le cadre de son intérêt pour le féminisme haïtien et la dynamique politique haïtienne, Lamour s'est centrée sur des concepts clés comme Fanm Poto mitan, figure de femme haïtienne faisant preuve de résistance, de résilience et de courage. Pour Lamour, cette perception de la femme poto mitaine est un mythe et témoigne d'un dysfonctionnement sociétal ou l'État n'est pas en mesure de prendre soin de sa population de manière globale mais de sa population féminine particulièrement. Cette incapacité/irresponsabilité de l'État chez Lamour est une compétence de dominant. Elle a aussi travaillé sur les fiyèt lalo qui étaient des femmes membres de la milice sous le régime dictatorial des Duvalier. Lamour analyse l'invisibilité et le silence entourant ces femmes macoutes.
De plus, Sabine Lamour a participé dans plusieurs initiatives visant à promouvoir la lutte et la littérature féministe en Haïti, notamment mouka, une plateforme documentaire sur le genre et les droits des femmes haïtiennes.

## Prix et honneurs
- 2024 Haitian Studies Association Excellence in Scholarship Award[15],[16]

## Publications
- Lamour, S. et Coté, D., (2022). La double crise haïtienne: Intervention des groupes féministes, in Pratiques d’intervention sociale et pandémie, innovations mobilisations et transformations. Danielle Maltais, Jacques Caillouette, Josée Grenier et al. (Dir.), Québec: Presses de l’Université du Québec (PUQ), p. 273-286
- Lamour, S., (2022). Quand les migrantes se réinventent en France. In Perspectives féministes en relations internationales. Penser le monde autrement, Maïka Sondarjee (dir), Montréal : Les Presses de l’Université de Montréal (PUM), p. 107-114
- Lamour, S. (2018). Partir pour mieux s’enraciner ou retour sur la fabrique du poto mitan en Haïti in, Déjouer le silence : contre-discours sur les femmes haïtiennes, Lamour, Sabine, Coté Denyse et Alexis, Darline (dir.), Montréal : Remue-Ménage/Mémoire d’encrier, p. 96-115
- Lamour, S. (2016). Les Fiyèt lalo (Fillettes-Lalo) : un impensé de la mémoire de la dictature duvaliériste, in, Haïti : de la dictature à la démocratie Étienne Tassin, Bérard Cenatus et al (dir.),  préface, Étienne Balibar, Montréal : Mémoire d’encrier, p. 169-188
- Lamour.S. (2024). Haitian Feminists’ Struggle for the rights to Self-Determination, Palimpsest, Vol. 13 issue 1. Lamour, S., (2022). The Political Project of Marie Sainte Dédée Bazile (Défilée): Reappropriating This Heritage to Build the Present, Journal of Haitian Studies, spring 2022, Vol, 28, no 1
- Lamour, S., (2022). 3 avril 1986 : Expression d’une mésentente politique en Haïti: Retour sur un élément de la mémoire indocile du mouvement féministe haïtien, Recherches Féministes, vol. 35, no 1.
- Lamour, S., (2022). L’héritage de Marie Sainte Dédée Bazile dite Défilée dans le contexte politique haïtien, Recherches Féministes (Penser le sujet femme noire francophone) vol. 34, no 2, 2022 : 107-122,
- Lamour, S., (2021). Between intersectionality and coloniality: Rereading the figure of the poto-mitan woman in Haiti. Women, Gender, and Families of Color, fall 2021, vol. 9, no 2 p. 136-151.
- Lamour, S., (2021). El movinmiento feminista haïtiano ante la agresión internacional, in Alai, Haiti, más allá de los mitos no 553, Año 45, 2°época, Edición digital, p. 53-57
- Lamour, S., (2021). The toxic Masculinity of the Legal Bandit. Report of the Americas, NACLA, Volume 53, issue 1, p. 88-93.
- Rahill, G., Lamour, S., et al. (2020). Give Me Proof: A Covert but Coercive Form of Non-partner Sexual Violence Contributing to Teen Pregnancy in Haiti and Opportunities for Biopsychosocial Intervention, Journal of Aggression, Maltreatment & Trauma, Volume 29, Issue 7: Special Issue on Violence Against Women, Part II: International Experiences and Perspectives, p. 835-855.
- Lamour. S., (2019). L’irresponsabilité une compétence de dominant. Revue Internationale des études du développement, Séisme dans le genre, Varia, No 239 2019~3, p. 6-29.
- Lamour.S (2019). Entre colonialité et intersectionnalité. Lire la figure du poto-mitan en Haïti. Chemins critiques, 30 ans. vol. 6, no 2. p. 115-132